# Ritratto dei principi di Parma
Il ritratto dei Principi di Parma è un dipinto a olio su tela (159×184,5) di Johann Zoffany, eseguito nel 1778 e conservato nel Kunsthistorisches Museum, a Vienna.

## Descrizione
Il ritratto dei Principi di Parma è un ritratto del 1778, eseguito da Johann Zoffany, conservato nel Kunsthistorisches Museum e lodato per la somiglianza dei volti e della corporatura. 
Il ritratto rappresenta i principi di Parma Maria Carolina, 8 anni, Maria Carlotta, 1 anno, Ludovico, principe ereditario, 5 anni, e Maria Antonia, 4 anni. Sono ritratti nel Palazzo Reale di Colorno, in una stanza con vista sui giardini, Maria Carolina veste un abito grigio-giallo e nello stesso tempo accarezza un cane, la piccola Maria Carlotta invece veste un abito bianco mentre gioca con una bambola nella culla, Ludovico indossa un abito grigio, e porta la fascia di Principe di Piacenza, il titolo conferito al primo figlio del Duca regnante, Maria Antonia indossa un abito grigio-giallo, con una cuffia blu in testa. L'ambiente intorno ai principi è molto informale, infatti non sono presenti segni dell'alta nascita dei principi. I principi sono attorniati da una scrivania, un tamburo e una bandiera, dietro i principi si intravedono degli alberi e un giardino. Tra i principi c'è molta armonia. 
Il dipinto fu commissionato dall'imperatrice Maria Teresa d'Austria nonna dei principi, al pittore Johann Zoffany, pittore alla corte di Parma tra il 1773 e il 1781, l'imperatrice non andava d'accordo con la figlia Maria Amalia, madre dei principi. Infatti Maria Amalia accettò malvolentieri a mandare il ritratto a Vienna.

## Repliche

### Prima replica

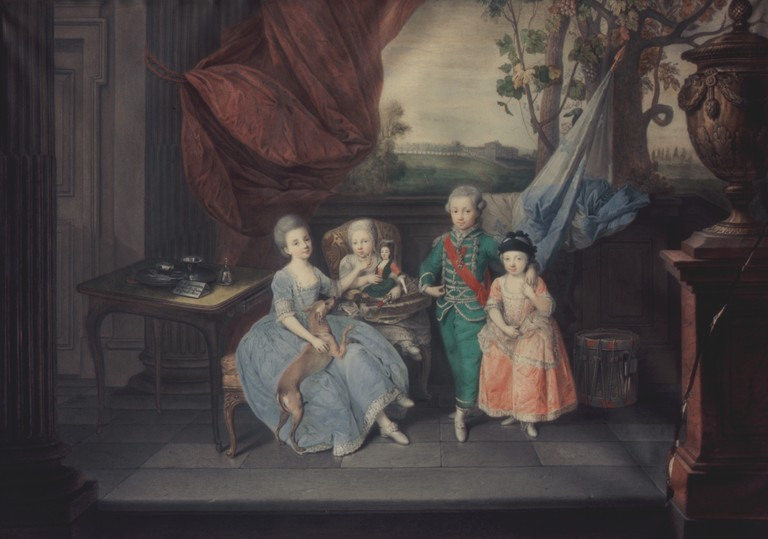
Replica del ritratto realizzata nel 1779.

Questa replica del 1779 è simile a quella originale ma cambiano i colori dei vestiti e dell'ambiente. Fu commissionata anche essa dall'imperatrice Maria Teresa d'Austria. L'autore è sempre Johann Zoffany. 

### Seconda replica

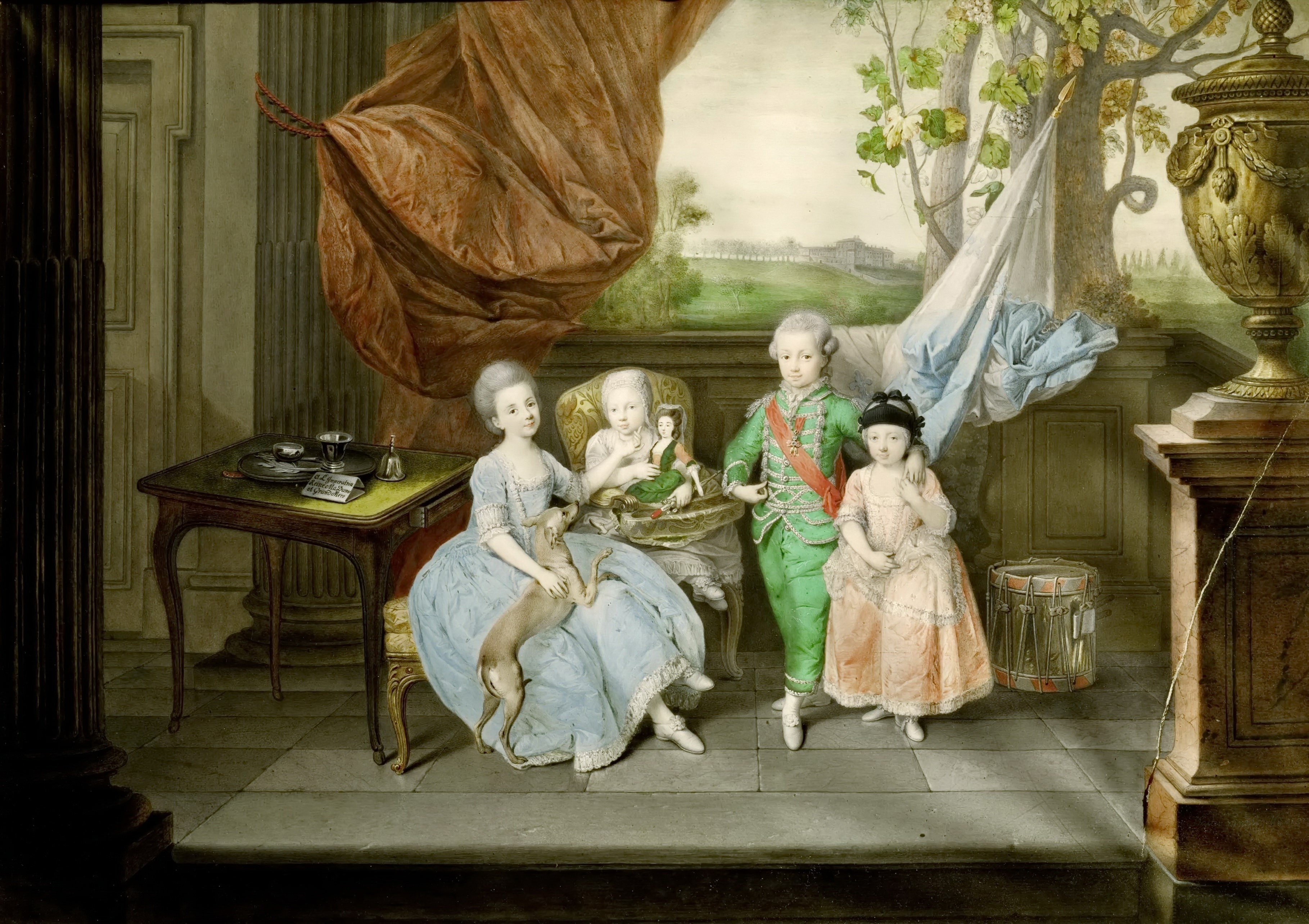
Replica del ritratto realizzata nel 1780.

La seconda replica è del 1780 ed è stata realizzata per una collezione privata dei duchi di Parma, realizzata anche essa da Johann Zoffany, è identica alla prima replica tranne che per la luminosità maggiore.